# Dolina rzeki Gróbki
Dolina rzeki Gróbki este o arie protejată (sit de importanță comunitară — SCI) din Polonia întinsă pe o suprafață de 999,78 ha, integral pe uscat.

## Localizare
Centrul sitului Dolina rzeki Gróbki este situat la coordonatele 50°06′11″N 20°32′17″E / 50.1031°N 20.5381°E.

## Înființare
Situl Dolina rzeki Gróbki a fost declarat sit de importanță comunitară în octombrie 2009 pentru a proteja 5 specii de animale.

## Biodiversitate
Situată în ecoregiunea continentală, aria protejată conține 2 habitate naturale: Pajiști cu Molinia pe soluri calcaroase, turboase sau argilos-nămoloase (Molinion caeruleae), Fânețe de joasă altitudine (Alopecurus pratensis, Sanguisorba officinalis).
La baza desemnării sitului se află mai multe specii protejate:
- mamifere (1): castor (Castor fiber)
- nevertebrate (4): fluturele purpuriu (Lycaena dispar), Osmoderma eremita, Phengaris nausithous, Phengaris teleius